# Physaria pachyphylla
Physaria pachyphylla är en korsblommig växtart som beskrevs av O'kane och Grady. Physaria pachyphylla ingår i släktet Physaria och familjen korsblommiga växter. Inga underarter finns listade i Catalogue of Life.